# Symbolisme russe
Le symbolisme russe est un mouvement littéraire et pictural qui s'est développé dans l'Empire russe, comme l'ensemble du mouvement symboliste dans la plupart des pays d'Europe, après être apparu en France et en Belgique durant la dernière partie du XIXe siècle. 

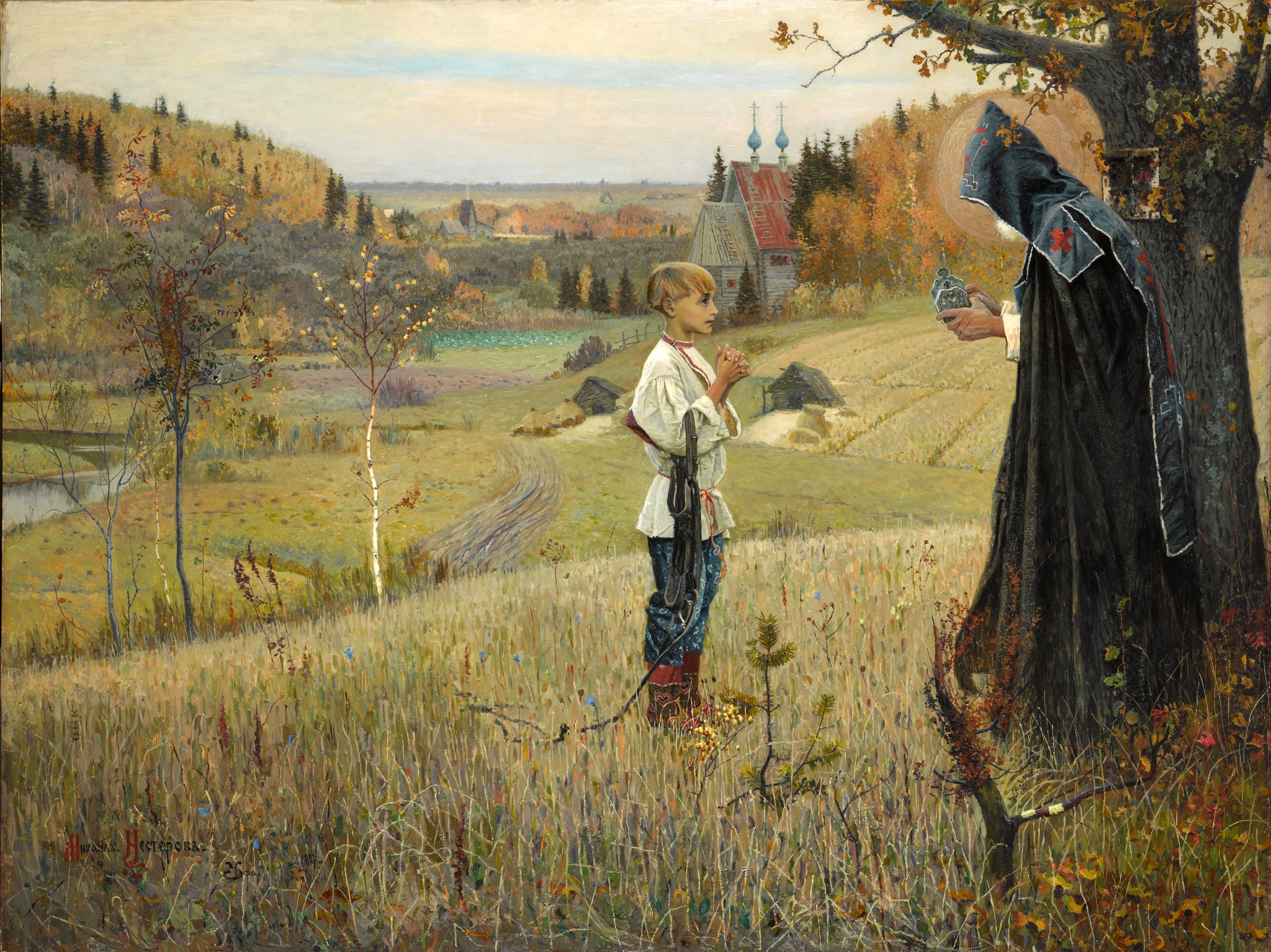
Mikhaïl Nesterov, La Vision du jeune Bartholomée (1890)

## Les précurseurs européens
Pour un article plus général, voir Symbolisme (art).
Après la France et la Belgique, c'est surtout en Russie que le symbolisme se réalise de la manière la plus originale et significative comme mouvement culturel. Il y est plus tardif, mais s'y développe plus rapidement et avec plus d'énergie. La situation politique et économique y était plus tendue que dans n'importe quel autre pays d'Europe. La société avait soif de changements. Les artistes russes sentent qu'ils sont une des forces principales de la vie et se chargent de transformer la réalité par la beauté et l'esprit. Beaucoup de représentants du symbolisme russe apportent du nouveau à ce mouvement qui n'a, pour partie, rien à voir avec l'apport des précurseurs français. Le symbolisme devint le premier mouvement significatif moderne en Russie. La seconde vague à partir du mouvement de la Rose bleue et de l'exposition du même nom en 1907 tenta d'unifier davantage les principes communs qui rassemblaient les artistes.

## Le symbolisme russe en peinture
La revue Mir Iskousstva (le monde des arts), sous la conduite de Serge de Diaghilev, devient, non seulement la revue des arts en Russie, mais un puissant communicateur de diffusion de la culture russe en Europe grâce à l'organisation d'expositions dont il se fait le relais et par la diffusion de reproductions de l'art russe dans la presse européenne.
Cette revue est fondée par un groupe de jeunes artistes parmi lesquels : Alexandre Nikolaïevitch Benois, Léon Bakst, Mstislav Doboujinski. Outre ces fondateurs Victor Borissov-Moussatov (décédé en 1905), Mikhaïl Vroubel, collaboraient à cette revue. C'est un mouvement qui est comparable en France à celui des Nabis.

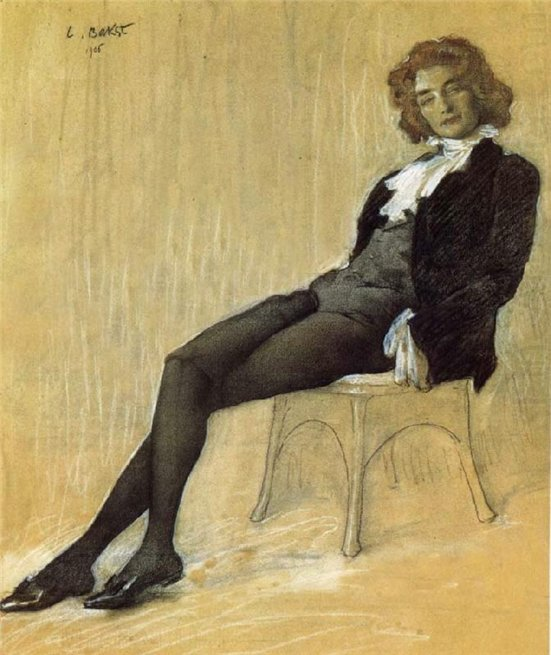
Portrait de Zinaïda Hippius théoricienne du symbolisme russe par Léon Bakst en 1906

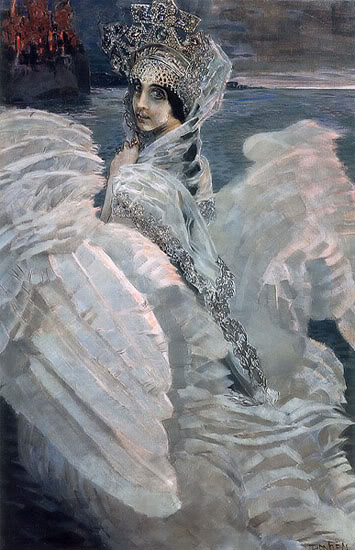
Nadejda Zabela-Vroubel dans La Princesse cygne (1900) par Mikhaïl Vroubel

L'école française était représentée dans cette revue par des illustrations de toiles de Puvis de Chavannes, de Monet, de Degas. Chaque représentant de la tendance symboliste s'est créé sa propre voie et l'œuvre de chacun ne peut être réunie par un trait caractéristique. Dans leurs œuvres, les symbolistes tendent de résoudre la difficulté de la création, en associant les métaphores, les abstractions et l'irrationnel. Les symbolistes donnent une définition de symbole comme étant ce signe qui relie deux réalités : celle du ciel et de la terre, dont le lien est établi par les sens, l'intuition et l'irrationnel. Le symbolisme s'efforce de détourner l'attention des hommes du quotidien, d'une vision empirique du monde pour les tourner vers des idéaux, vers l'essence de l'univers. Ce courant s'est développé avec plus d'énergie en Russie qu'en Occident, sans doute parce que la société russe avait soif de changement et les années qui suivirent en témoignent. La situation économique, politique et sociale était tendue et allait basculer. La révolution russe de 1905 et la révolution russe de 1917 étaient présentes ou proches. Les artistes se dotent d'une mission de transformation de la réalité environnante, par la recherche de la beauté suprême et de l'esprit.
Deux étapes peuvent être distinguées dans l'histoire du symbolisme russe. La première apparaît vers les années 1880-1890. La seconde apparaît avec la figure de Victor Borissov-Moussatov, à la charnière du (XIXe et du XXe siècle) dont les tableaux étaient parmi les figures centrales de l'exposition de la Rose bleue en 1907 (il était décédé en 1905). Mais déjà il était apparu comme une des figures les plus importantes du symbolisme lors de l'exposition de 1905, la Rose écarlate à Saratov.
La première vague était plus spontanée et peut être qualifiée de réaction néoromantique spontanée. Chacun cherche sa voie : les uns se tournent vers les personnages de la littérature romantique (Le Démon assis de Mikhaïl Vroubel), d'autres vers l'histoire ancienne (Nicolas Roerich et ses antiques slaves), d'autres encore vers des idéaux religieux (Mikhaïl Nesterov) ou éthiques. Ils ont cependant en commun le désir de changer le monde qui les entoure pour créer un monde nouveau selon les lois de l'art. La seconde vague du symbolisme russe, contrairement à la première, acquiert les caractéristiques d'un véritable système esthétique. L'activité des jeunes symbolistes est à la recherche de principes artistiques généraux, d'un langage pictural particulier propre à ce seul courant.
Les décors du monde du théâtre occupent une place importante dans le symbolisme russe. Ils représentent un des chemins les plus naturels pour surmonter la banalité de l'art réaliste et l'ennui qu'il engendre. Ces décors offrent la possibilité d'aborder des toiles de très grande dimension et de libérer l'artiste de l'étroitesse du tableau de chevalet.
C'est aux environs de 1910 que débute la décadence du symbolisme comme courant. Tous ses représentants continuèrent à s'exprimer dans ce style avec succès, à créer, mais leurs voies commencèrent à bifurquer : ils s'orientèrent vers des œuvres plus personnelles. Cela ne fut pas la mort du symbolisme pour autant, comme certains le prétendirent. Le symbolisme exerça une influence importante sur la littérature et la peinture des dernières générations et resta la base d'une tradition artistique qui se poursuit encore aujourd'hui.

## Le symbolisme russe en littérature
À la même époque, où débute le symbolisme en Russie, la littérature y connaît l'âge d'argent (en russe : Серебряный век - Sieriébriany vek). C'est à cette époque que naissent plusieurs nouvelles écoles poétiques et qu'apparaissent des novateurs en littérature qui, pour partie, sont des représentants du symbolisme ou sous son influence : Viatcheslav Ivanovitch Ivanov, Andreï Biély, Alexandre Blok, Constantin Balmont.
Toutefois, dans le symbolisme russe, il n'y avait pas d'unité de conception, pas d'unité de style ni d'école unique. En tout cas pas dans la première vague de ce mouvement. La seconde vague, à partir du mouvement de la Rose bleue et de l'exposition du même nom en 1907, tenta d'unifier davantage les principes communs qui rassemblaient les artistes.
Le poète, dramaturge Valéri Brioussov qualifiait le symbolisme de « poésie des allusions ». Le symbolisme peut être perçu de manière plus large comme modus cogitandi et modus vivendi, c'est-à-dire comme une véritable compréhension du monde. Les représentants de cette conception considèrent que seul l'art permet d'atteindre l'idéal, d'accéder au règne du divin, de l'âme. Le rôle du poète symboliste est d'être l'inspirateur d'une nouvelle vie, le prophète qui aide à la création d'un nouvel homme. L'esprit du poète symboliste est ce qu'il y a de plus grand sur terre, et l'art qu'il inspire se trouve dans les sphères les plus élevées de la nature humaine.
À partir de 1910, l'esthétique de l'acméisme de Nikolaï Goumilev s'oppose au symbolisme alors dominant dans la poésie russe. Les acméistes revendiquent l'utilisation d'un langage simple et concret pour porter à son apogée la dimension poétique du quotidien. Ils critiquent l'occultisme et l'aspect religieux du symbolisme et rejettent son aspiration à la connaissance des vérités cachées et de l'au-delà.

## Les précurseurs du symbolisme russe
Le symbolisme russe avait d'abord les mêmes prémisses que le symbolisme en Occident : une crise de la conception positive du monde et de la morale (en Russie, dans un contexte de crise de la tradition culturelle populiste). Le principe premier des précurseurs du symbolisme russe est le pan-esthétisme : l'esthétisation de la vie et le désir de substitution de la logique et de la morale par l'esthétique. La maxime « La beauté sauvera le monde » reçoit un éclairage nouveau. Le symbolisme russe absorbe activement la littérature de l'Occident et tente d'inclure dans le cercle de ses thèmes et centres d'intérêt tous les phénomènes de la culture mondiale qui répondent au principe de pureté de l'art libre. L'antiquité classique, la renaissance, le romantisme sont des époques dans lesquelles Valéri Brioussov, Dimitri Merejkovski, Nikolaï Minski et d'autres trouvent des artistes et poètes symbolistes. L'art lui-même
commence à être compris comme la thésaurisation, la conservation de la beauté (expérience pure et vrai connaissance). « La nature crée des monstres inachevés, un magicien achève son œuvre et donne à la vie son beau visage » (Constantin Balmont). Mais dans la littérature russe de la seconde moitié du XIXe siècle, des principes précis imposaient à l'art des liens indispensables avec la terre, avec le peuple, avec le pouvoir. C'est pourquoi les premières publications des symbolistes russes n'étaient pas encore adaptées à l'âme russe et reçurent un accueil vraiment très froid. La génération qui suit a travaillé intensément sur l'interprétation du pan-esthétisme, mais en les mêlant à des recherches philosophiques, religieuses et mythologiques. Les symbolistes russes les plus âgés (1890) ont été confrontés, au début, dans la critique et les lectures publiques, au rejet et aux moqueries. Comme mouvement convaincant et original, le symbolisme russe n'apparaît qu'au début du XXe siècle avec l'arrivée d'une nouvelle génération, qui s'intéresse au peuple, à la chanson russe, et est dotée d'un grand intérêt pour les traditions littéraires russes.
En imitant en grande partie des maîtres occidentaux, la jeune génération de symbolistes ouvre toutes les voies nationales russes. Beaucoup d'œuvres d'Alexandre Pouchkine (Le Prophète, Le Poète, etc.), de Fiodor Tiouttchev (en premier lieu Silentium!), reçoivent de nouvelles interprétations et deviennent d'une certaine manière des manifestations du symbolisme russe. De même pour les Nouvelles de Pétersbourg de Nicolas Gogol. Mais le plus profond, le plus ambitieux héritage symbolique c'est celui de Fédor Dostoïevski. André Biély voit dans le symbolisme russe un élan prophétique. Il attendait un grand bouleversement. Cette attente, Biély l'a perçoit avant tout dans l'œuvre de Gogol et de Dostoïevski.
Avant lui, Constantin Batiouchkov (1787-1855) est un représentant encore plus précoce du symbolisme. Mais il a perdu la raison encore jeune et a cessé d'écrire.
Parmi d'autres précurseurs incontestables du symbolisme, on trouve encore des poètes russes du XIXe siècle, représentants de la poésie pure, comme Afanassi Fet, Iakov Polonski, Apollon Maïkov, Ievgueni Baratynski.
Il n'est pas possible d'imaginer le monde des jeunes symbolistes sans évoquer la figure de Vladimir Soloviev. La sophiologie, le sobornost, l'idéal de l'ensemble des connaissances, le désir de réunir l'épistémologie à l'éthique et à l'esthétique, le culte de l'éternel féminin, la Russie et le monde occidental, la possibilité de moderniser la religion et de réunifier les Églises, voilà les thèmes importants sur lequel la jeune génération des symbolistes s'est penchée sous l'influence de Vladimir Soloviev durant les premières années du vingtième siècle.

## Les symbolistes russes, générations

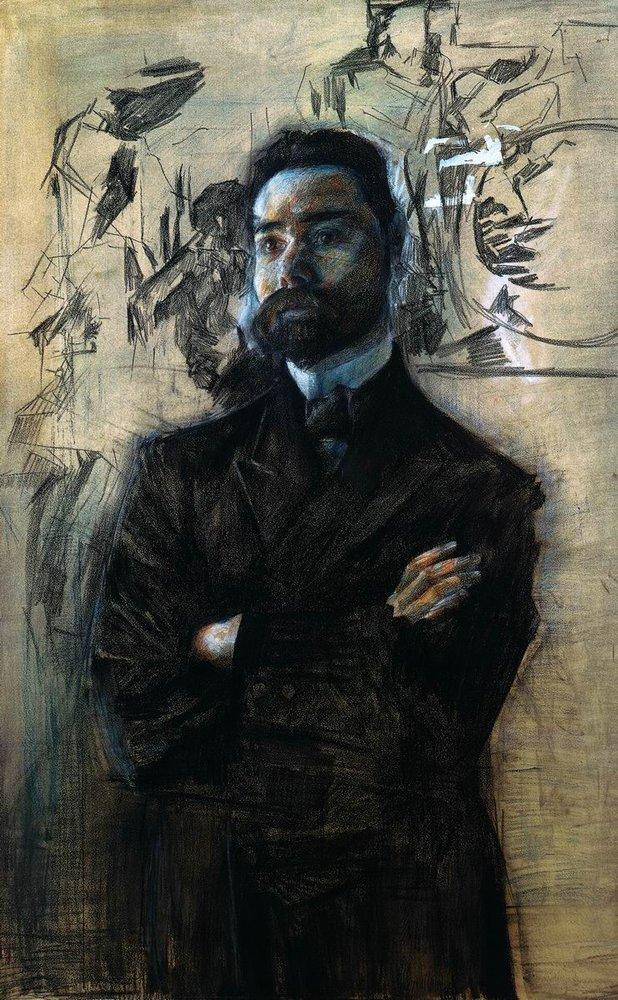
Valéri Brioussov. Portrait par Mikhaïl Vroubel
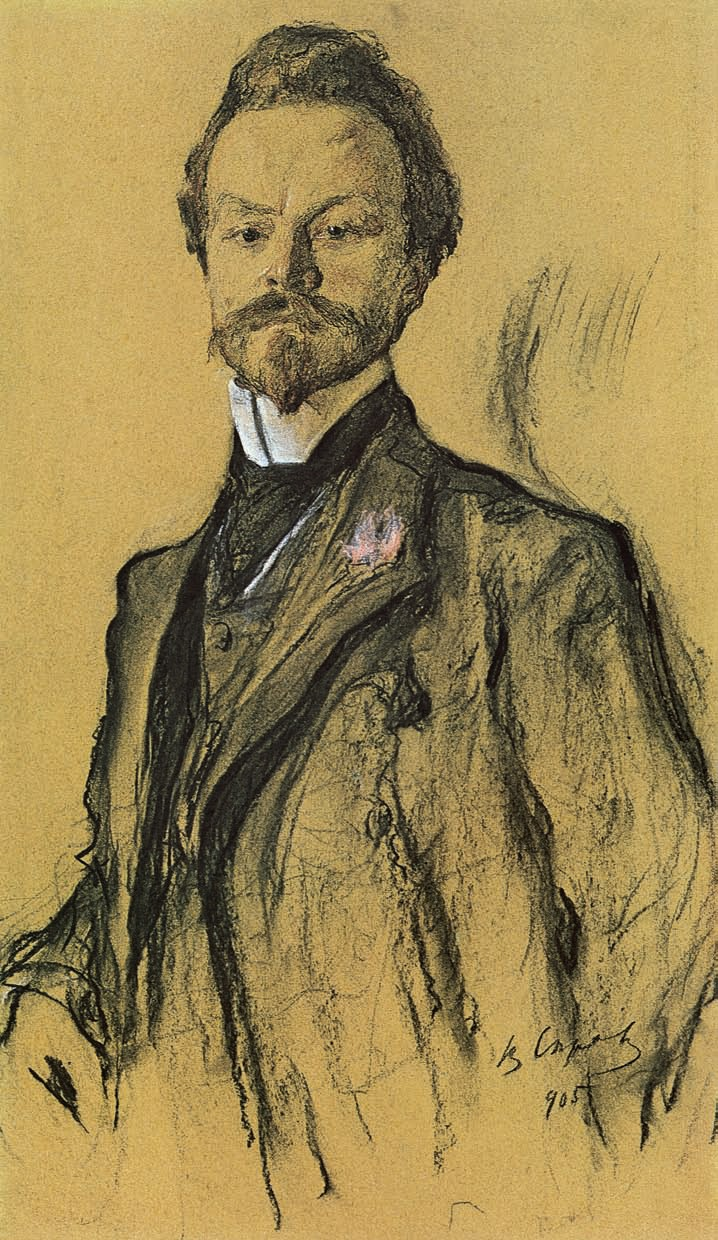
Constantin Balmont. Portrait par Valentin Serov

### L'ancienne génération de symbolistes
Les débuts du symbolisme russe se manifestent dans la première moitié des années 1890. Plusieurs publication sont utilisées pour marquer le point de départ du mouvement; en premier lieu l'ouvrage critique de Dimitri Merejkovski Sur les causes de la décadence et sur les nouveaux courants de la littérature russe contemporaine. Le recueil Symbolistes russes publié par Valeri Brioussov, en 1894, au début de sa carrière, est également utilisé comme point de départ. Avec leurs articles, Merejkovski et son épouse Zinaïda Hippius sont à l'origine du symbolisme à Saint-Pétersbourg tandis que Brioussov l'est à Moscou. Mais le représentant le plus radical et le plus brillant de Saint-Pétersbourg est Alexandre Mikhaïlovitch Dobrolioubov, surtout du fait de son décadentisme comme mode de vie durant la période où il était étudiant, qui est une véritable légende biographique. Pour Emmanuel Rais et Jacques Robert, Dobrolioubov est un intellectuel devenu moine errant ; une espèce de franciscain oriental qui fait un peu penser à Charles Van Lerberghe. Pour le critique Alexandre Korbinski, sa vie étrange fait penser à celle d'Alexeï Karamazov.
À Moscou, les symbolistes russes ne sont publiés qu'à leurs propres comptes et reçoivent un accueil froid de la part de la critique. Saint-Pétersbourg, par contre, leur sourit avec ses éditions nouvelles dès la fin du siècle : Le Messager du Nord, Mir Iskousstva… Dobrolioubov et son ami de collège, Vladimir Hippius, font la connaissance de Valeri Brioussov à Moscou. La personnalité de Dobrolioubov fait forte impression à Brioussov. Quand au début du XXe siècle est créée la maison d'édition Scorpion, c'est Brioussov qui la dirige et il publie les vers de Dobrolioubov. Brioussov a été influencé par tous les contemporains de Dobrolioubov, parmi lesquels on peut encore citer Ivan Konevskoï.
Indépendamment de tous les groupes modernistes, Fiodor Sologoub a créé son monde poétique particulier et une prose novatrice. Son roman Rêves lourds date de 1880 et ses premiers vers de 1878. Jusque dans les années 1890 il est professeur en province puis en 1892 il s'installe à Saint-Pétersbourg. Un cercle d'amis se réunit chez lui provenant de différentes villes. Il est également l'auteur d'un des romans les plus connus de cette époque : Un démon de petite envergure (1907).

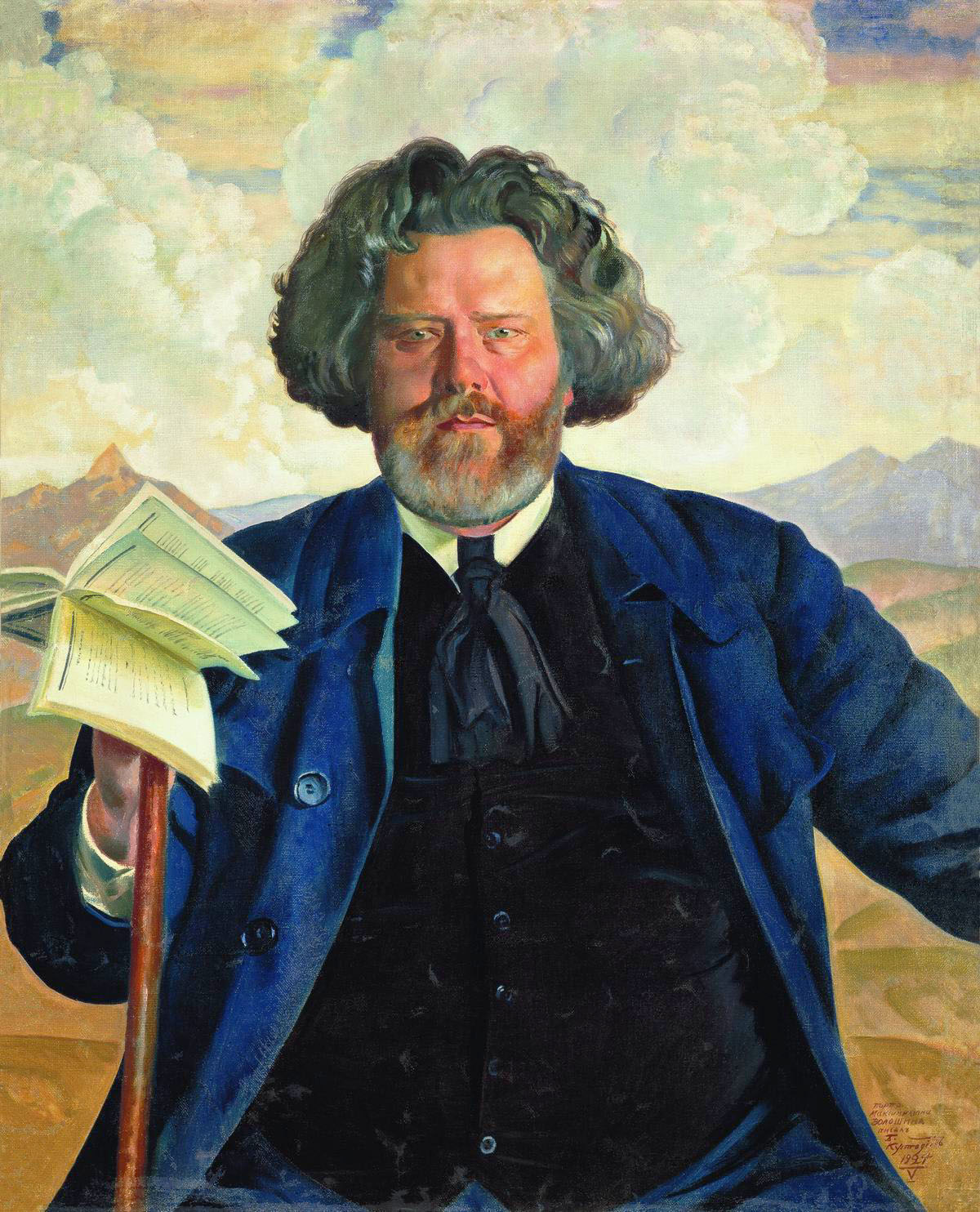
Maximilian Volochine par Boris Koustodiev
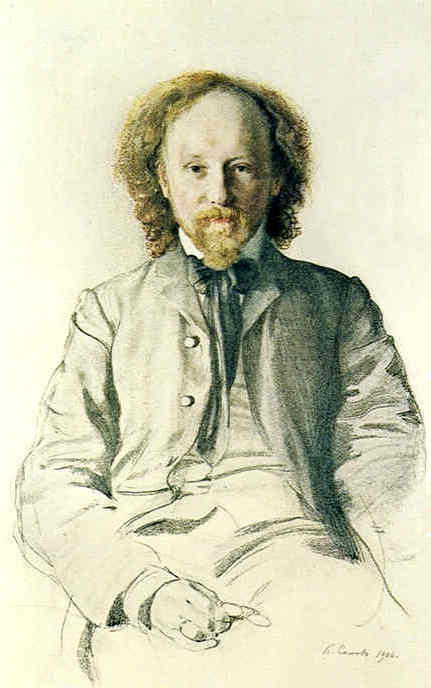
Viatcheslav Ivanovitch Ivanov par Constantin Somov

Mais peut-être les vers les plus lus, les plus sonores et les plus musicaux du début du symbolisme russe, sont-ils ceux de Constantin Balmont. Dès la fin du XIXe siècle, c'est lui qui remarque chez les symbolistes la recherche de correspondance entre les sons et les couleurs. Ces recherches sont connues pour Charles Baudelaire et Arthur Rimbaud et plus tard le seront pour beaucoup de poètes russes : Valeri Brioussov, Alexandre Blok, Mikhaïl Kouzmine, Velimir Khlebnikov et d'autres encore. Balmont prend comme exemple de recherches, celles de Paul Verlaine. Ces recherches consistent d'abord à créer un texte au tissu sonore mélodieux, une musique qui donne un sens. Balmont est ainsi l'auteur d'une poésie très musicale, mais, selon ses détracteurs, il est dépourvu de discipline, ce qui rend ses textes en partie illisibles, décousus. Il n'en a pas moins contribué, par ses recherches, à l'émergence de nouveaux concepts poétiques. Il est également l'auteur de nombreux articles et de traduction de textes d'Edgar Allan Poe et de William Blake.

### La jeune génération des symbolistes
Les jeunes symbolistes sont ceux dont les publications apparaissent dans les années qui suivent 1900. Parmi ceux-ci, il y a de jeunes auteurs comme Sergueï Soloviev, Andreï Biély, Alexandre Blok, Lev Kobylinsky (pseudonyme : Ellis), et d'autres d'un âge plus avancé comme Innokenti Annenski ; des musiciens comme Viatcheslav Ivanovitch Ivanov, un musicien et compositeur Mikhaïl Kouzmine. Dans les premières années du siècle, ces poètes créent un cercle à orientation romantique ou se développe la maîtrise de futurs écrivains classiques, connus sous le nom d'Argonautes. Ils se considèrent comme des symbolistes, écrivent dans des revues symbolistes et vont finir par fusionner avec eux.
À Saint-Pétersbourg, au début du siècle, ce sont Les Mercredis d'Ivanov (appelés aussi Académie poétique ou La Tour Ivanov), qui correspondent le mieux au concept de centre du symbolisme. Parmi ceux qui fréquentent Les Mercredis d'Ivanov on trouve Andreï Biély, Mikhaïl Kouzmine, Velimir Khlebnikov, Anna Mintslova. Y sont invités Alexandre Blok, Nikolaï Berdiaev, Anatoli Lounatcharski, Anna Akhmatova, des poètes de « Mir Iskousstva », des spiritualistes, des anarchistes et des philosophes. Cette Tour Ivanov est à la fois célèbre et mystérieuse. On parle à son propos de légendes, de réunions secrètes de théosophistes, à tel point que la police y mène des enquêtes et surveille les lieux. C'est dans ces lieux qu'ont été lus pour la première fois de œuvres uniques de poètes de l'époque. Y ont vécu durant quelques années des écrivains qui sont pour les lecteurs et les critiques des sources inattendues et fascinantes de modèles littéraires. C'est le salon de Viatcheslav Ivanovitch Ivanov, de son épouse surnommée Diotime, la poétesse, Lydia Dimitrievna Zinovieva-Annibal, et du compositeur Mikhaïl Kouzmine (auteur de romances puis plus tard de romans et de poésies). Ivanov est l'auteur de l'ouvrage Dyonisius et le dyonisianisme du début et on l'appelait le Nietzsche russe. Ivanov reste un continent à moitié inconnu avec sa profonde culture due en partie à ses longs séjours à l'étranger, qui rend ses textes poétiques d'une telle complexité qu'ils demandent une érudition rare de la part du lecteur qui veut y accéder.
À Moscou, dans les années 1900, le centre du symbolisme est incontestablement le comité de rédaction de la maison d'édition Scorpion où Valeri Brioussov est devenu le rédacteur en chef. La plus célèbre revue de cette maison est la revue périodique Vesy. Parmi les permanents du comité de rédaction de Vesy on trouve Andreï Biély, Constantin Balmont, Jurgis Baltrušaitis. Parmi les collaborateurs réguliers : Fiodor Sologoub, Alexeï Remizov, Maximilian Volochine, Alexandre Blok, Lev Kobylinski (dit Ellis) . La revue publie des traductions de textes modernistes occidentaux. L'idée suivant laquelle l'histoire de la revue Scorpion se confond avec le symbolisme russe est cependant exagérée. Il existait d'autres centres de diffusion de ce mouvement.

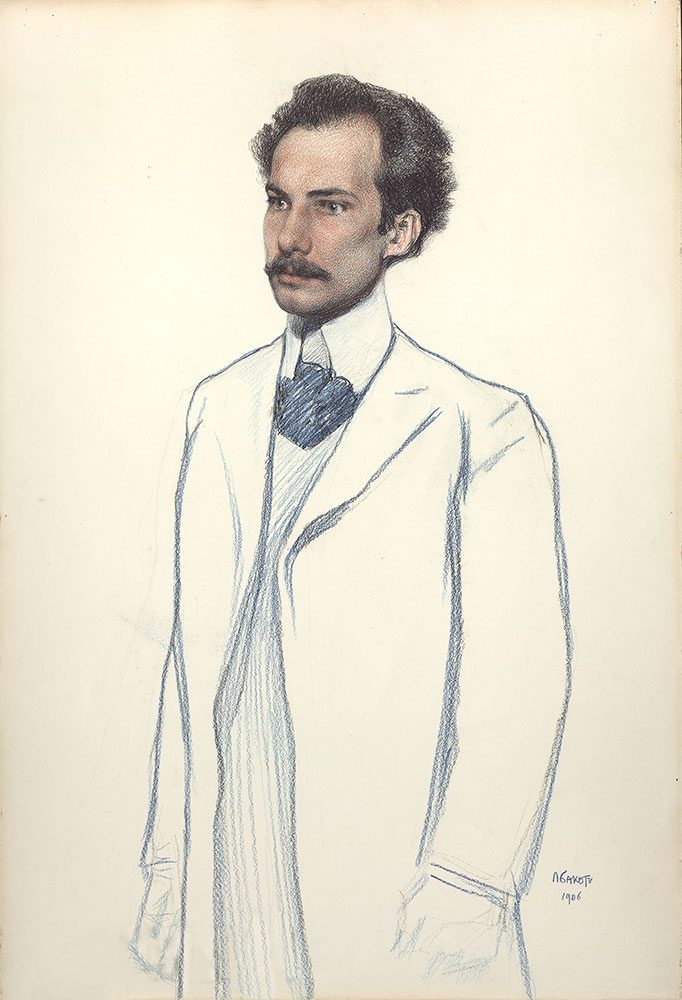
Andreï Biély, par Léon Bakst
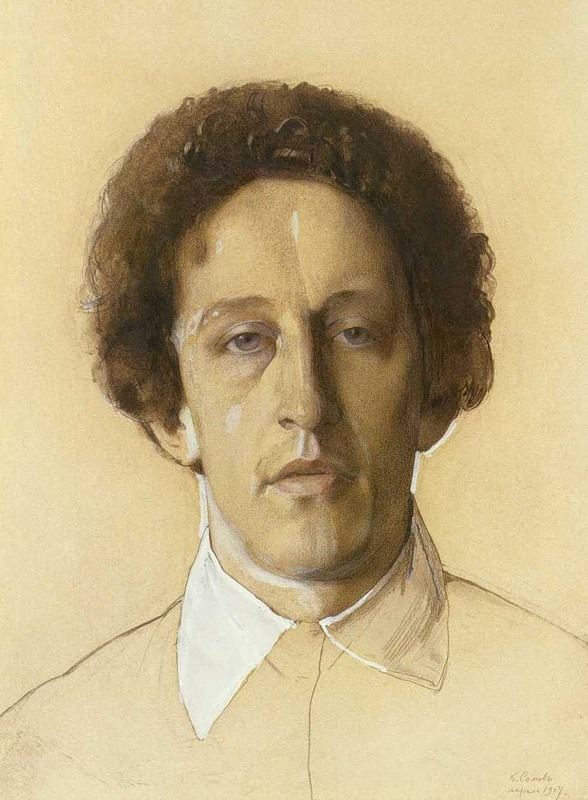
Alexandre Blok par Constantin Somov (1907)

## Le symbolisme russe et les décadents
Symbolisme et décadence ne sont plus confondus aujourd'hui, mais dans la Russie du début du XXe siècle les deux termes étaient presque synonymes. Ainsi, l'Encyclopédie Brockhaus et Efron commence l'article sur le symbolisme par les mots « sont aussi appelés décadents le représentants des nouvelles tendances… ».
On trouve les premiers exemples de poésie décadentiste en Russie, par exemple chez Valeri Brioussov et dans de nombreux poèmes de Zénaïde Hippius. On trouve aussi des traits du décadentisme dans la mythologie poétique du monde de Fiodor Sologoub.
En Russie, comme en France, le symbolisme et surtout le décadentisme engendrent des mythes et se nourrissent de légendes. En Europe occidentale, le décadentisme se forme principalement dans les milieux de l'ancienne aristocratie féodale. Le comte Robert de Montesquiou est un représentant légendaire du décadentisme français. Il est devenu le personnage principal de la bible du décadentisme que représente le roman de Joris-Karl Huysmans À rebours. En Russie, Alexandre Mikhaïlovitch Dobrolioubov est une figure légendaire du décadentisme. Durant quelques mois, quand il devint étudiant, il passe sa vie dans une chambre aux murs peints de couleur noire, fumant de l'opium et écrivant des vers influencés par les tendances occidentales de l'époque. Mais Dobrolioubov sent bientôt l'absence de fondements de telles expériences, change de vision du monde et de la vie et abandonne le décadentisme. Dobrolioubov abandonne aussi la littérature et se tourne vers le peuple. Cela ne fait qu'accentuer l'apparition d'un mythe du décadentisme. Ses contemporains ne sachant rien de son sort, inventent des histoires qui ressemblent aux mythes existant en France à propos d'Arthur Rimbaud, et on l'appelle depuis le Rimbaud russe. En réalité, Dobrolioubov connaît un destin tout à fait différent de la légende. Il se tourne vers un ascétisme religieux et de travail qui n'a rien du décadentisme ni du symbolisme. Ce sont des détails de sa vie qui ne sont connus que depuis les années 2000.

## Les poètes symbolistes
- Anna Akhmatova (1889-1966)
- Innokenti Annenski (1856-1909)
- Constantin Balmont (1867-1942)
- Nikolaï Berdiaev (1874-1948)
- Andreï Biély (1880-1934)
- Alexandre Blok (1880-1921)
- Valéri Brioussov (1873-1924)
- Alexandre Mikhaïlovitch Dobrolioubov (1876-1945)
- Viatcheslav Ivanovitch Ivanov (1866-1949)
- Velimir Khlebnikov (1885-1922)
- Lev Kobylinski (Ellis) (1879-1947)
- Mikhaïl Kouzmine (1872-1936)
- Apollon Maïkov (1821-1897)
- Dimitri Merejkovski (1865-1941)
- Nikolaï Minski (1855-1937)
- Iakov Polonski (1819-1898)
- Alexeï Remizov (1877-1957)
- Fiodor Sologoub (1863-1927)
- Sergueï Soloviev (1885-1942)
- Maximilian Volochine (1877-1932)

## Le symbolisme russe en musique

Clavier à lumière de Scriabine

Certains musiciens ont suscité l'enthousiasme des symbolistes mais les critiques d'art, les musicologues admettent qu'il est difficile d'affirmer l'existence d'une musique symboliste. Pourtant, il semble évident que le symbole, véhicule sensible de contenu spirituel trouve son langage le plus approprié dans la musique et qu'elle est même l'art symbolique par excellence. Si l'on parle de l'aspect historique du symbolisme, dans le cadre des années 1875 à 1905 en Europe occidentale, il est clair que la musique fait partie intégrante du mouvement et il suffit pour s'en convaincre de penser au wagnerisme de Stéphane Mallarmé ou à Verlaine mis en musique par Claude Debussy.
En Russie, il existe une littérature symboliste originale mais il semble qu'elle n'ait pas de correspondance en musique. Relèvent toutefois de cette esthétique symboliste par certains aspects de leurs œuvres, des compositeurs tels que Alexandre Borodine, Alexandre Scriabine. Mais les compositions de ces derniers n'ont pas la même qualité que celle de leurs compatriotes poètes. Il semble que ce soit l'influence sur la musique russe de la musique allemande (exception faite de Wagner), redoublée de celle de Tchaïkovski, qui l'ait empêché d'être atteinte par la vague symboliste.
Le choix de ses sujets par Nikolaï Rimski-Korsakov est toujours emprunté au folklore, témoignant d'un goût de la magie, de la féerie qui vient de Wagner. Il est parfois fort proche de Wagner, mais dans des pages telles que Le Coq d'or, les rythmes nationaux, l'exotisme de quelques mélodies font penser à l'innovation que représente la modalité dans le symbolisme musical. Le nationalisme mélodique qui se confond avec des préoccupations symbolistes n'est pas rare non plus dans les œuvres de Borodine, Modeste Moussorgski ou Sergueï Prokofiev.
Chez Scriabine, on ne trouve aucune trace d'inspiration folklorique ou populaire. Par contre, ce musicien russe appartient au symbolisme par sa philosophie de l'art, par son emploi de formes symbolistes telles que le poème ou le prélude. Comme Debussy ou comme Arnold Schönberg, il fait exploser le symbolisme en soulignant ses aspects les plus révolutionnaires. Dans Prométhée, Scriabine prévoit pour réaliser un art synthétique de joindre à son orchestre un clavier à lumière, qui projette sur un écran des couleurs changeantes au gré des altérations harmoniques et instrumentales. Il s'inscrit ainsi dans la lignée symboliste pour laquelle les parfums, les couleurs et les sons se répondent. Peu de temps avant sa mort, Scriabine préparait une grande œuvre, Le Mystère, qui se passerait aux Indes ou en Angleterre et dans laquelle devait concourir tous les arts. La musique, la poésie, la danse, le jeu des couleurs, les parfums, la mimique s'uniraient pour une célébration esthético-religieuse.
L'écrivain Andreï Biély associa dans ses recherches sur la philosophie du symbolisme la peinture, la musique et la littérature, ce qui le rapprochait d'Alexandre Blok et des artistes de la Rose bleue. Il contribua à la revue du Monde de l'Art dans un des derniers articles de celle-ci : il y développe ses idées sur l'intensité des « symboles musicaux » et « l'approche de la musique intérieure à la surface de la conscience ».
Selon Jean-Pierre Armengaud, l'esprit symboliste de nombreux musiciens est, en Russie, une véritable croisade pour remettre en phase la libération de l'imaginaire avec la musique. Il prend pour cela des formes très différentes. La spirale mystique d'art totale de Scriabine est très éloignée de la lutte esprit-matière de Serge Prokofiev, du hiératisme sacré d’Igor Stravinsky, du désir symbolique contrarié d'Arthur Lourié, du système clos d'abstraction lyrique de Nikolaï Roslavets.